# Нижні Діри
Нижні Діри (Dolné diery) — каньйон в Словаччині; знаходиться в масиві Криванська Фатра. Розташований біля села Терхова.
В ущелині є два водоспади:
- Нижній Дольнодєровий
- Верхній Дольнодєровий

Через ущелину проходить екологічна стежка.